# Robin Gosens
Robin Gosens, né le 5 juillet 1994 à Emmerich am Rhein en Allemagne, est un footballeur international allemand qui évolue au poste d'arrière gauche à l'ACF Fiorentina, en prêt de l'Union Berlin.
Né d'un père néerlandais et d'une mère allemande, il possède la double nationalité germano-néerlandaise.

## Biographie

### En club
Né à Emmerich am Rhein en Allemagne, près de la frontière entre l'Allemagne et les Pays-Bas, d'un père néerlandais et d'une mère allemande, Robin Gosens joue chez les jeunes pour des clubs locaux avant de rejoindre le Vitesse Arnhem aux Pays-Bas, le 4 juillet 2012. Le 13 août 2013, il signe son premier contrat professionnel avec le club néerlandais. 
Le 14 janvier 2014, Gosens est prêté au FC Dordrecht jusqu' à la fin de la saison. Trois jours plus tard, il fait ses débuts professionnels contre l'Excelsior Rotterdam, (match nul 1-1) à domicile.
Gosens inscrit son premier but professionnel le 7 février de la même année contre le FC Emmen (victoire 6-1). Il jouera 20 matchs toutes compétitions confondues pour le club et permet à son équipe de revenir en Eredivisie après dix ans d'absence.
Le 29 mai 2014, le prêt de Gosens est renouvelé pour une année supplémentaire. Il fait ses débuts en Eredivisie le 9 août, en jouant les 90 minutes contre le SC Heerenveen (victoire 2-1). Il marque son premier but en compétition le 20 septembre, contre l'Excelsior Rotterdam (match nul 1-1).
Libre de tout contrat, il signe le 4 juin 2015, pour l'Heracles Almelo.
Après deux saisons passées avec l'Heracles Almelo, il signe dans le club italien de l'Atalanta Bergame.
Le 27 janvier 2022, il quitte l'Atalanta Bergame et rejoint l'Inter Milan, où il a passé sa visite médicale avant de paraphe son nouveau contrat, le liant aux Nerazzurri jusqu'au 30 juin 2026. La transaction prend la forme d'un prêt  avec une obligation d'achat de 22 M€ (+3 de bonus).
Après un an et demi à l'Inter Milan, Gosens a rejoint le 1. FC Union Berlin, candidat à la Ligue des champions, en août 2023.Ce transfert lui a permis de réaliser son rêve de Bundesliga. Selon les médias, le montant du transfert s'élevait à environ 15 millions d'euros, ce qui en faisait le transfert record du 1. FC Union Berlin. Il inscrit ses premiers buts face à Darmstadt, en inscrivant un doublé lors d'une victoire 4 buts à 1.
Cependant, face aux mauvais résultats de son équipe, il signe à la Fiorentina en prêt, faisant donc son retour en Serie A. Le piston gauche de 30 ans est prêté avec obligation d’achat par le club allemand. Auteur de bonne prestations, il se blesse au genou et rate quelques matchs en avril.

### En sélection
En septembre 2020, il est convoqué pour la première fois avec l'équipe nationale d'Allemagne pour disputer la Ligue des nations à la suite de sa très bonne saison 2019-2020 avec notamment des prestations remarqués en Ligue des champions. Il honore sa première sélection le 3 septembre 2020 face à l'Espagne. Titularisé ce jour-là, il délivre une passe décisive pour Timo Werner sur l'ouverture du score des Allemands, mais son équipe se fait rejoindre et le match se solde par un score nul de un partout.
Gosens est retenu par le sélectionneur Joachim Löw parmi les 26 joueurs qui disputeront l'Euro 2020,. Titulaire sur l'aile gauche de la défense allemande dans ce tournoi, il se fait remarquer négativement lors du premier match face à la France en percutant violemment Benjamin Pavard. Ce match est perdu par les Allemands (1-0). Il se fait remarquer de façon positive cette fois face au Portugal, lors du match suivant, en inscrivant un but et délivrant deux passes décisives, pour une victoire (2-4) de l'Allemagne. Pour cette prestation il est élu homme du match. L'Allemagne est éliminée en huitième de finale par l'Angleterre lors de cette compétition (2-0 score final). Le média L'équipe le cite parmi les révélations du tournoi.

## Statistiques

### En club
| Saison                | Club                  | Championnat           | Championnat | Championnat | Championnat | Coupe(s) nationale(s) | Coupe(s) nationale(s) | Coupe(s) nationale(s) | Supercoupe | Supercoupe | Supercoupe | Compétition(s) continentale(s) | Compétition(s) continentale(s) | Compétition(s) continentale(s) | Compétition(s) continentale(s) | Total | Total | Total |
| Saison                | Club                  | Division              | M.          | B.          | P.d.        | M.                    | B.                    | P.d.                  | M.         | B.         | P.d.       | Comp.                          | M.                             | B.                             | P.d.                           | M.    | B.    | P.d.  |
| 2013-2014             | FC Dordrecht (prêt)   | Eerste Divisie        | 16          | 1           | 2           | 4                     | 0                     | 0                     | -          | -          | -          | -                              | -                              | -                              | -                              | 20    | 1     | 2     |
| 2014-2015             | FC Dordrecht (prêt)   | Eredivisie            | 31          | 2           | 0           | 2                     | 0                     | 0                     | -          | -          | -          | -                              | -                              | -                              | -                              | 33    | 2     | 0     |
| Sous-total            | Sous-total            | Sous-total            | 47          | 3           | 2           | 6                     | 0                     | 0                     | 0          | 0          | 0          | -                              | -                              | -                              | -                              | 53    | 3     | 2     |
| 2015-2016             | Heracles Almelo       | Eredivisie            | 32+3        | 2+0         | 1+1         | 3                     | 1                     | 0                     | -          | -          | -          | -                              | -                              | -                              | -                              | 38    | 3     | 2     |
| 2016-2017             | Heracles Almelo       | Eredivisie            | 28          | 2           | 5           | 2                     | 0                     | 0                     | -          | -          | -          | C3                             | 2                              | 0                              | 0                              | 32    | 2     | 5     |
| Sous-total            | Sous-total            | Sous-total            | 63          | 4           | 7           | 5                     | 1                     | 0                     | 0          | 0          | 0          | -                              | 2                              | 0                              | 0                              | 70    | 5     | 7     |
| 2017-2018             | Atalanta Bergame      | Serie A               | 21          | 1           | 1           | 2                     | 0                     | 1                     | -          | -          | -          | C3                             | 3                              | 1                              | 0                              | 26    | 2     | 2     |
| 2018-2019             | Atalanta Bergame      | Serie A               | 28          | 3           | 2           | 3                     | 0                     | 0                     | -          | -          | -          | C3                             | 5                              | 0                              | 0                              | 36    | 3     | 2     |
| 2019-2020             | Atalanta Bergame      | Serie A               | 34          | 9           | 8           | 1                     | 0                     | 0                     | -          | -          | -          | C1                             | 8                              | 1                              | 0                              | 43    | 10    | 8     |
| 2020-2021             | Atalanta Bergame      | Serie A               | 32          | 11          | 6           | 5                     | 0                     | 2                     | -          | -          | -          | C1                             | 7                              | 1                              | 0                              | 44    | 12    | 8     |
| 2021-2022             | Atalanta Bergame      | Serie A               | 6           | 1           | 0           | -                     | -                     | -                     | -          | -          | -          | C1                             | 2                              | 1                              | 0                              | 8     | 2     | 0     |
| Sous-total            | Sous-total            | Sous-total            | 121         | 25          | 17          | 10                    | 0                     | 3                     | 0          | 0          | 0          | -                              | 25                             | 4                              | 0                              | 156   | 29    | 20    |
| 2021-2022             | Inter Milan (prêt)    | Serie A               | 7           | 0           | 1           | 2                     | 1                     | 0                     | -          | -          | -          | C1                             | -                              | -                              | -                              | 9     | 1     | 1     |
| 2022-2023             | Inter Milan (prêt)    | Serie A               | 32          | 3           | 0           | 5                     | 0                     | 0                     | 1          | 0          | 0          | C1                             | 11                             | 1                              | 0                              | 49    | 4     | 0     |
| Sous-total            | Sous-total            | Sous-total            | 39          | 3           | 1           | 7                     | 1                     | 0                     | 1          | 0          | 0          | -                              | 11                             | 1                              | 0                              | 58    | 5     | 1     |
| 2023-2024             | Union Berlin          | Bundesiga             | 30          | 6           | 3           | 1                     | 0                     | 0                     | -          | -          | -          | C1                             | 6                              | 1                              | 0                              | 37    | 7     | 3     |
| 2024-2025             | Union Berlin          | Bundesiga             | 0           | 0           | 0           | 1                     | 0                     | 0                     | -          | -          | -          | -                              | -                              | -                              | -                              | 1     | 0     | 0     |
| Sous-total            | Sous-total            | Sous-total            | 30          | 6           | 3           | 2                     | 0                     | 0                     | 0          | 0          | 0          | -                              | 6                              | 1                              | 0                              | 38    | 7     | 3     |
| 2024-2025             | AC Fiorentina (prêt)  | Serie A               | 32          | 5           | 5           | 1                     | 0                     | 1                     | -          | -          | -          | C4                             | 7                              | 3                              | 3                              | 40    | 8     | 9     |
| Total sur la carrière | Total sur la carrière | Total sur la carrière | 332         | 46          | 35          | 31                    | 2                     | 4                     | 1          | 0          | 0          | -                              | 52                             | 9                              | 3                              | 416   | 57    | 42    |

### En sélection
| Saison                | Sélection             | Phases finales        | Phases finales | Phases finales | Phases finales | Éliminatoires | Éliminatoires | Éliminatoires | Ligue des Nations | Ligue des Nations | Ligue des Nations | Matchs amicaux | Matchs amicaux | Matchs amicaux | Total | Total | Total |
| Saison                | Sélection             | Compétition           | M              | B              | Pd             | M             | B             | Pd            | M                 | B                 | Pd                | M              | B              | Pd             | M     | B     | Pd    |
| --------------------- | --------------------- | --------------------- | -------------- | -------------- | -------------- | ------------- | ------------- | ------------- | ----------------- | ----------------- | ----------------- | -------------- | -------------- | -------------- | ----- | ----- | ----- |
| 2020-2021             | Allemagne             | Euro 2021             | 4              | 1              | 1              | 2             | 0             | 0             | 3                 | 0                 | 0                 | 2              | 1              | 0              | 11    | 2     | 1     |
| 2021-2022             | Allemagne             | -                     | -              | -              | -              | 1             | 0             | 0             | -                 | -                 | -                 | -              | -              | -              | 1     | 0     | 0     |
| 2022-2023             | Allemagne             | -                     | -              | -              | -              | -             | -             | -             | 1                 | 0                 | 0                 | 2              | 0              | 0              | 3     | 0     | 0     |
| 2023-2024             | Allemagne             | -                     | -              | -              | -              | -             | -             | -             | -                 | -                 | -                 | 4              | 0              | 2              | 4     | 0     | 2     |
| 2024-2025             | Allemagne             | -                     | -              | -              | -              | -             | -             | -             | 3                 | 0                 | 0                 | -              | -              | -              | 3     | 0     | 0     |
| Total sur la carrière | Total sur la carrière | Total sur la carrière | 4              | 1              | 1              | 3             | 0             | 0             | 7                 | 0                 | 0                 | 8              | 1              | 2              | 22    | 2     | 3     |

#### Buts internationaux
| Buts internationaux de Robin Gosens | Buts internationaux de Robin Gosens | Buts internationaux de Robin Gosens       | Buts internationaux de Robin Gosens | Buts internationaux de Robin Gosens | Buts internationaux de Robin Gosens | Buts internationaux de Robin Gosens |
|                                     | Date                                | Lieu                                      | Adversaire                          | Score                               | Résultat                            | Compétition                         |
| ----------------------------------- | ----------------------------------- | ----------------------------------------- | ----------------------------------- | ----------------------------------- | ----------------------------------- | ----------------------------------- |
| 1.                                  | 7 juin 2021                         | Merkur Spiel-Arena, Düsseldorf, Allemagne | Lettonie                            | 1 - 0                               | 7 - 1                               | Match amical                        |
| 2.                                  | 19 juin 2021                        | Allianz Arena, Munich, Allemagne          | Portugal                            | 4 - 1                               | 4 - 2                               | Euro 2020                           |

## Palmarès

### En club
Inter Milan
- Coupe d'Italie
  - Vainqueur en 2022 et 2023.
- Supercoupe d'Italie
  - Vainqueur en 2022.
- Ligue des champions
  - Finaliste en 2023.